# Tramwaje w Krzemieńczuku
Tramwaje w Krzemieńczuku – zlikwidowany system komunikacji tramwajowej w ukraińskim mieście Krzemieńczuk.

## Historia
Tramwaje w Krzemieńczuku uruchomiono w 1899 r. Tramwaje wybudowała i uruchomiła belgijska spółka akcyjna. W ciągu następnych lat sieć tramwajowa miała już 3 trasy. W 1917 r. sieć tramwajowa składała się z 12 km tras. Tramwaje zlikwidowano jeszcze w tym samym roku, a całą infrastrukturę rozebrano i wywieziono do Saratowa w 1921 r. Zajezdnia tramwajowa i elektrownia znajdowały się pomiędzy ulicami Katerynynśką (obecnie ul. Soborna) i Troickim pierieułkiem (obecnie ul. Czkałowa).

## Linie
W Krzemieńczuku funkcjonowały trzy linie tramwajowe:
| Linia | Trasa |
| ----- | --- |
| 1     | Paropławna prystań ↔ Ełektrostancija wuł. Katerynynśka – wuł. Kyjiwśka – wuł. Malcewśka                              |
| 2     | Paropławna prystań ↔ Ełektrostancija wuł. Katerynynśka – Jarmarkowa płoszcza – wuł. Ołeksandriwśka                   |
| 3     | Paropławna prystań ↔ wuł. Ukrajinśka wuł. Charczowa – wuł. Malcewśka – wuł. Kyjiwśka – wuł. Weseła – wuł. Chersonśka |

## Tabor
Do obsługi sieci służyło 16 tramwajów WKZ.